# Showmen 2
Gli Showmen 2 sono stati un gruppo musicale rock progressivo italiano.

## Storia del gruppo
Nati dalle ceneri degli Showmen, nei quali militavano James Senese e Franco Del Prete, e grazie all'inserimento di altri strumentisti, nel 1972 si formano gli Showmen 2, gruppo napoletano di rock progressivo.
La loro prima apparizione dal vivo risale allo stesso anno al Festival Pop di Genova dove riscuotono un buon successo, che li porta alla pubblicazione, sempre nel 1972, del loro unico LP dal titolo omonimo, dopo aver firmato un contratto con la BBB, casa discografica napoletana di proprietà di Antonio Taccogna.
L'album passa inosservato, nonostante la buona musica proposta dalla band, un Prog Rock con venature Jazz date dalle notevoli abilità ai fiati di James Senesee la tecnica di tutta la band.
Di conseguenza James Senese e Franco Del Prete daranno vita alla band jazz-rock dei Napoli Centrale.

## Membri del gruppo
- James Senese - sax, flauto, percussioni, voce
- Gianmichele Mattiuzzo - tastiere, voce
- Mario Archittu - trombone, pianoforte
- Piero Alonso - chitarra
- Giuseppe Botta - basso, voce
- Franco Del Prete - batteria, percussioni

## Discografia

### Album in studio
- 1972 - Showmen 2
- 2004 - Epitaffio

### Singoli
- 1971 - Che Succede Dentro Me

- 1972 - Abbasso lo zio Tom/Amore che fu